# Mathieu de Villers
Mathias Camille Laurent de Villers (Schwerdorff, 9 augustus 1769 - Mompach, 22 februari 1841) was een Luxemburgs edelman.

## Geschiedenis
De Villers behoorde tot een Bourgondische familie die haar stamboom deed opklimmen tot begin twaalfde eeuw en krijgsheren leverde in de dienst van de Bourgondische hertogen (onder meer Jan zonder Vrees), Maximiliaan I van Oostenrijk en Keizer Karel. Later werd aansluiting gezocht bij het Franse hof, onder meer onder Lodewijk XIV.  
De vader van Mathias was ridder Jean-Charles-Adam de Villers (1733-1808), markies de Villers, graaf de Grignoncourt, heer van Bourgesch, Serange, Gougelfang, Bettingen, Born, Nittel en Bouzonville, en uit hoofde van zijn echtgenote heer van Diekirch, Limpach, Reckingen, Crefeld en Contern in het Groothertogdom Luxemburg.
Hij doorliep een militaire carrière, hoofdzakelijk in de dienst van koning Stanislas en Frankrijk: cadet in Lunéville (1745), kornet bij de dragonders van Aubigné (1750), cavalerie-kapitein bij koning Stanislas (1758) en luitenant-kolonel. Hij verliet de militaire dienst in 1766 bij de dood van Stanislas en ging resideren in het kasteel van Bourgesch dat hij herstelde. Hij trouwde met de rijke erfdochter Louise-Guisberte de Geisen, dochter van Louis-René de Geisen, heer van Diekirch, Bettingen, Limpach, Reckingen, Hosselt, Conern etc., raadsheer bij de soevereine raad van Luxemburg, en van Jeanne de Blockhausen.
De erfenis van de familie de Geisen was aanzienlijk. Daarnaast erfde hij ook nog van de rijke familie de Haen. De revolutiejaren betekenden financiële aderlatingen. Hij was naar Duitsland gevlucht en veel van zijn eigendommen werden nationaal goed. De revolutie verhinderde ook het ten uitvoer leggen van een ambitie, die de heerlijkheid Bourgesch tot markizaat te verheffen. De oudste zoon, Jacques-Louis-Guisbert de Villers, volgde zijn vader op als familiehoofd.

## Mathieu de Villers
Mathieu de Villers was een jongere zoon van Jean-Charles. Hij trouwde in 1802 met Françoise de Martiny (1769-1803) en in 1805 met Joséphine de Hoefnagel (1781-1851). Uit het tweede huwelijk sproten vier kinderen.
Na in het Franse leger te hebben gediend, dreef de revolutie hem in de emigratie en hij nam dienst in het Oostenrijkse leger. In 1816 werd hij onder het Verenigd Koninkrijk der Nederlanden erkend in de erfelijke adel met een riddertitel, overdraagbaar bij eerstgeboorte en met benoeming in de Ridderschap van Luxemburg. In mei 1830 werd hem de titel graaf toegekend, maar hij lichtte de open brieven niet tijdig en onder het Belgisch koninkrijk werd deze verheffing niet hernomen. Hij bleef dus binnen de Belgische adel als ridder ingeschreven, terwijl zijn nazaten in Luxemburg in 1881 als graaf werden erkend.
De afstammelingen namen hoofdzakelijk de Luxemburgse nationaliteit aan, van wie Octavie de Villers als laatste overleed in 1977.